# Simon Boswell
Simon Boswell (* 15. Oktober 1956 in London, England) ist ein britischer Filmkomponist.

## Karriere
Seine Karriere im Filmgeschäft begann er 1984 mit der Arbeit als Komponist an dem Horrorfilm Phenomena  von Regisseur Dario Argento. Auch sein zweiter Film Dämonen aus dem Jahr 1986 war eine italienische Horrorfilmproduktion, dieses Mal führte Lamberto Bava Regie, mit dem er noch einige Male zusammenarbeitete. Bis in die 1990er Jahre hinein war er ausnahmslos an italienischen Filmen beteiligt, sein erster englischsprachiger Film war Mortal Sins aus dem Jahr 1992. Nun folgten vor allem britische und US-amerikanische Produktionen, darunter auch einige Fernsehproduktionen.
2009 wirkte er bei der Papst-CD „Alma Mater“ mit. Sein Schaffen für Film und Fernsehen umfasst mehr als 100 Produktionen.
Simon Boswell ist seit 1985 verheiratet.

## Preise und Auszeichnungen
1991 war er zum ersten Mal für einen Filmpreis nominiert: Für den Film Santa Sangre erhielt Boswell eine Nominierung für den Saturn Award. Sieben Jahre später war er für den Goya in der Kategorie Best Original Score für seine Arbeit an Perdita Durango nominiert.

## Filmografie (Auswahl)
- 1984: Phenomena
- 1986: Dämonen (Demoni 2 – L’incubo ritorna)
- 1986: Dinner with the Vampire (Brivido Giallo 4: A cena con il vampiro) (Fernsehfilm)
- 1987: Aquarius – Theater des Todes (Deliria)
- 1987: Das unheimliche Auge (Delirium)
- 1987: Karate Warrior (Il ragazzo dal kimono d'oro)
- 1987: Ghosthouse 2 – Das Ungeheuer lebt (La casa dell’orco)
- 1988: The Last American Soldier (Commander)
- 1989: Santa Sangre
- 1989: Dämon in Seide (Dangerous Obsession)
- 1989: La maschera del demonio
- 1990: M.A.R.K. 13 – Hardware (Hardware)
- 1992: The Crying Game
- 1992: Due vite un destino (Fernsehfilm)
- 1992: Dust Devil
- 1993: Dolphin Girl (Azzurro profondo)
- 1994: Kleine Morde unter Freunden (Shallow Grave)
- 1995: Jack und Sarah – Daddy im Alleingang (Jack & Sarah)
- 1995: Hackers – Im Netz des FBI (Hackers)
- 1995: Lord of Illusions
- 1997: American Perfect
- 1997: Perdita Durango
- 1997: Der Elfengarten (Photographing Fairies)
- 1998: Cousine Bette (Cousin Bette)
- 1999: The War Zone
- 1999: Ein Sommernachtstraum (A Midsummer Night’s Dream)
- 2000: Circus
- 2000: Jason und der Kampf um das Goldene Vlies (Jason and the Argonauts, Fernsehfilm)
- 2000: Nur Mut, Jimmy Grimble (There’s Only One Jimmy Grimble)
- 2002: Doctor Sleep
- 2003: Selima und John (The Sleeping Dictionary)
- 2003: Golden Valley Sarajewo (Ljeto u zlatnoj dolini)
- 2003: Octane – Grausamer Verdacht (Octane)
- 2004: Als das Meer verschwand (In My Father’s Den)
- 2005: Next Door (Naboer)
- 2005: The River King
- 2006: Fear Factory – Labor der Angst (Incubus)
- 2006. Free Jimmy
- 2008: Alien Love Triangle
- 2008: Bathory
- 2008: My Zinc Bed
- 2008: Manhunt Backwoods Massacre (Rovdyr)
- 2013: Ashens and the Quest for the GameChild
- 2013: The Theatre Bizarre
- 2014: Altar: Das Tor zur Hölle (Altar)
- 2015: Bound to Vengeance
- 2018: Asher
- 2020: Da scheiden sich die Geister (Blithe Spirit)